# Can Carreres (Santa Maria de Palautordera)
Can Carreres és una masia de Santa Maria de Palautordera a la comarca del Vallès Oriental inclosa a l'Inventari del Patrimoni Arquitectònic de Catalunya.

## Descripció
És una masia de planta rectangular. Coberta a dues vessants. Consta de planta baixa i un sol pis. La façana és de composició simètrica, té un portal d'entrada amb forma d'arc de mig punt amb dovelles de pedra, les finestres són petites, també de pedra i amb arcs plans o de mig punt. Hi ha carreus a les cantonades. Al mas es troba la font de Sant Francesc de Pàdua també catalogada.

## Història
No s'en coneix pas la data de construcció, però és un estil de masia com les del segle xvi o xvii.